# Nürnberger Schnauzen
Nürnberger Schnauzen – Geschichten aus dem Franken-Zoo ist eine Fernsehserie des ZDF, deren Hauptakteure die Tierpfleger und Tiere des Tiergarten Nürnberg sind. 

## Hintergrund
Die Mitarbeiter, Tiere und Besucher werden in ihrem Alltag begleitet. Im Mittelpunkt stehen Geschichten von menschlichen und tierischen Schicksalen. Im Gegensatz zur Tierdokumentation erzählt nicht ein distanzierter Kommentar die Geschichte, sondern die einzelnen Protagonisten übernehmen diese Aufgabe. Sie selbst kommentieren aus ihrer Situation die Arbeitsabläufe und Erlebnisse. Die Zuschauer sollen auch Wissenswertes erfahren, ob über die Lebens- und Verhaltensgewohnheiten der Tiere, ihre Ansprüche an Unterbringung, Beschäftigung und Ernährung oder auch über aktuelle Fragen moderner Tiergartenzoologie.
Die erst kurz vor Beginn der Ausstrahlung geborene Eisbärin Flocke löste, ähnlich wie bereits Eisbär Knut, großes Medienecho aus.
Ähnliche Formate des ZDF waren Berliner Schnauzen, Dresdner Schnauzen, Tierisch Kölsch, Tierische Kumpel sowie Ostsee-Schnauzen.

## Ausstrahlung
Nürnberger Schnauzen wurde erstmals am 21. Januar 2008 gesendet, die Ausstrahlung erfolgte werktags 15:15 Uhr. Drehbeginn war Januar 2007, die Arbeiten der ersten Staffel dauerten bis Anfang April an. 

## Staffeln
- Staffel 1: 62 Folgen, Erstausstrahlung: 21. Januar bis 2. Mai 2008[3][4][5]
- Staffel 2: 24 Folgen, Erstausstrahlung: 26. Januar bis 2. März 2009[6]
- Staffel 3: 20 Folgen, Erstausstrahlung: 5. bis 30. Oktober 2009[7]